# Amt Eldenburg Lübz
Das Amt Eldenburg Lübz liegt im Südosten des Landkreises Ludwigslust-Parchim in Mecklenburg-Vorpommern (Deutschland) an der Grenze zum Land Brandenburg. In diesem Amt sind zehn Gemeinden zur Erledigung ihrer Verwaltungsgeschäfte zusammengeschlossen. Der Verwaltungssitz befindet sich in Lübz.

## Beschreibung
Am 1. Juli 2004 wurde das Amt Eldenburg Lübz aus den Gemeinden der aufgelösten Ämter Ture und Marnitz sowie der vormals amtsfreien Stadt Lübz gebildet. Zum 1. Januar 2012 fusionierte die Gemeinde Herzberg mit der Gemeinde Grebbin zur neuen Gemeinde Obere Warnow, die vom Amt Parchimer Umland verwaltet wird. Karbow-Vietlübbe und Wahlstorf fusionierten am 1. Januar 2014 zur Gemeinde Gehlsbach. Marnitz, Suckow und Tessenow am 1. Januar 2019 zur Gemeinde Ruhner Berge. Am 26. Mai 2019 wurde die Gemeinde Gischow in die Stadt Lübz eingegliedert.
Das Amtsgebiet erstreckt sich in einer hügeligen Endmoränenlandschaft südöstlich und östlich von Parchim bis hin zu den Ruhner Bergen. Es wird von der Müritz-Elde-Wasserstraße durchzogen. Im Süden grenzt das Amtsgebiet an das Land Brandenburg, im Norden an das Amt Goldberg-Mildenitz, im Westen an das Amt Parchimer Umland und die Kreisstadt Parchim und im Osten an das Amt Plau am See. Die Ruhner Berge sind mit 176,8 m ü. NHN die höchste Erhebung.
Neben der Landwirtschaft und der immer mehr dominierenden Windkraft spielt insbesondere der Tourismus eine zunehmende Rolle.
Durch das Amt Eldenburg Lübz führt die Bundesstraße 191 (Ludwigslust–Plau am See). Südlich des Amtsgebietes verläuft die Bundesautobahn 24, östlich davon die A 19.

## Die Gemeinden mit ihren Ortsteilen
- Gallin-Kuppentin mit Daschow, Gallin, Kuppentin, Penzlin und Zahren
- Gehlsbach mit Darß, Hof Karbow, Karbow, Quaßlin, Quaßliner Mühle, Sandkrug, Vietlübbe und Wahlstorf
- Granzin mit Bahlenrade, Beckendorf, Greven und Lindenbeck
- Kreien mit Hof Kreien, Kolonie Kreien, Kreien Ausbau und Wilsen
- Kritzow mit Benzin und Schlemmin
- Stadt Lübz mit Bobzin, Broock, Burow, Gischow, Hof Gischow, Lutheran, Riederfelde, Ruthen und Wessentin sowie dem Wohnplatz Meierberg
- Passow mit Brüz, Charlottenhof, Neu Brüz, Unter Brüz, Weisin und Welzin
- Ruhner Berge mit Dorf Poltnitz, Drenkow, Griebow, Hof Poltnitz, Jarchow, Leppin, Malow, Marnitz, Mentin, Mooster, Poitendorf, Suckow, Tessenow und Zachow
- Siggelkow mit Groß Pankow, Klein Pankow, Neuburg und Redlin
- Werder mit Benthen, Neu Benthen und Tannenhof

## Politik

### Wappen, Flagge, Dienstsiegel
Das Amt verfügt über kein amtlich genehmigtes Hoheitszeichen, weder Wappen noch Flagge. Als Dienstsiegel wird das kleine Landessiegel mit dem Wappenbild des Landesteils Mecklenburg geführt. Es zeigt einen hersehenden Stierkopf mit abgerissenem Halsfell und Krone und der Umschrift „AMT ELDENBURG LÜBZ“.